# Biofiltre
Pour les articles homonymes, voir Filtre.
 (avril 2013).
Si vous disposez d'ouvrages ou d'articles de référence ou si vous connaissez des sites web de qualité traitant du thème abordé ici, merci de compléter l'article en donnant les références utiles à sa vérifiabilité et en les liant à la section « Notes et références ».
Un biofiltre est un moyen utilisé pour le traitement des eaux polluées (biofiltration), ou de polluants gazeux en solution dans l'eau. Il constitue une autre technique d’épuration biologique à cultures fixées. Cette méthode est le plus souvent utilisée pour le traitement des eaux urbaines.

## Dans le domaine de l'air
Un biofiltre peut être un dispositif d'épuration de l'air intérieur utilisant des plantes en pots  (voir par exemple le programme Phyt'air) ou un mur végétalisé. L'efficacité de ce dispositif est remise en cause par l'ADEME en 2013
Il peut aussi permettre de traiter des gaz ou des fumées chargés en composés organiques volatils, en solubilisant ces derniers dans de l'eau traitée ensuite selon les méthodes de la section suivante.

## Dans le domaine de l'eau

### Traitement de l'eau

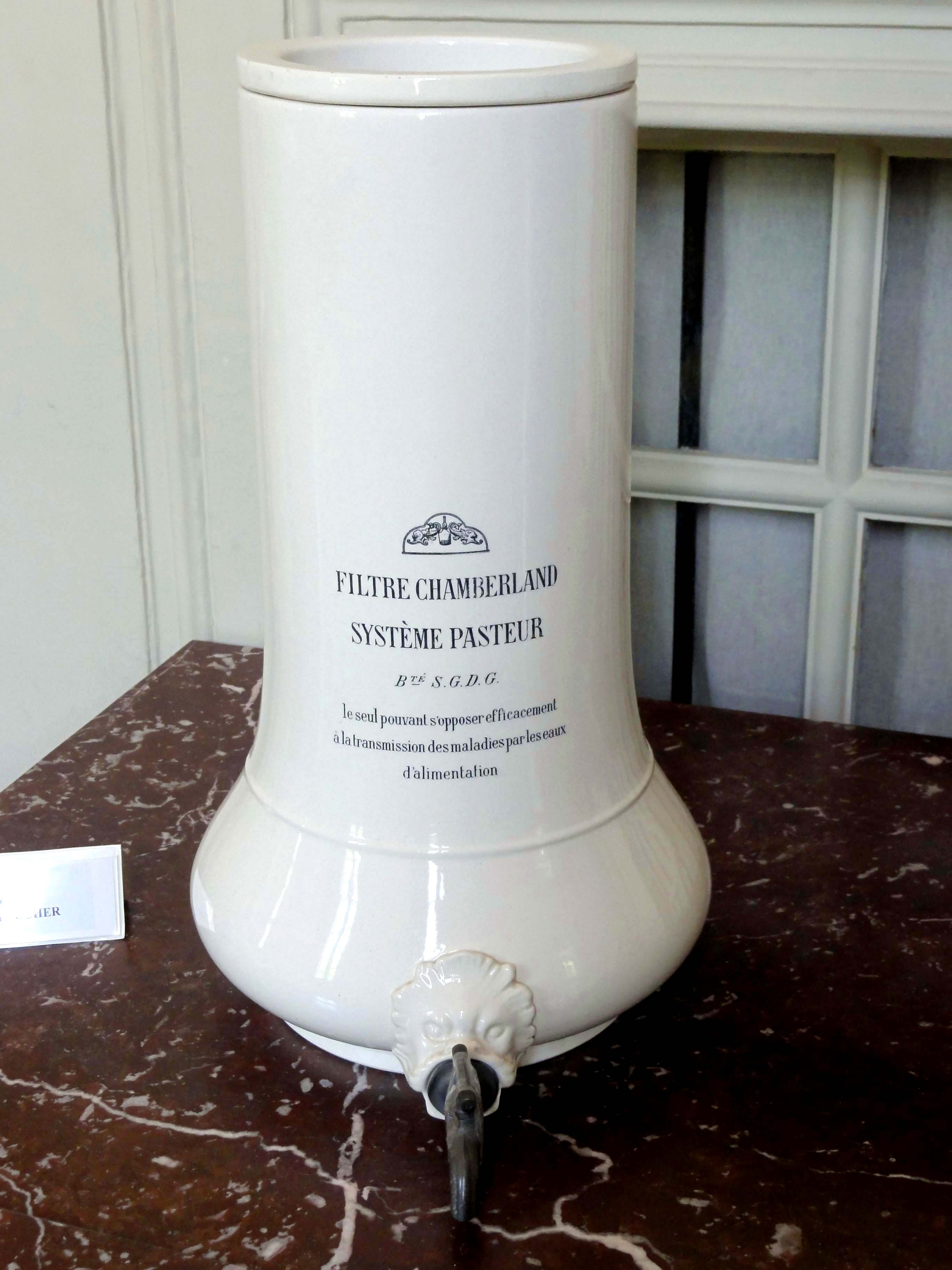
Filtre Chamberland, système Pasteur.

Le premier biofiltre a été introduit en Angleterre en 1893. Il s’agissait d’un lit bactérien utilisé pour traiter des eaux usées. Depuis, cette technologie est utilisée efficacement dans le traitement de différents types d’eau. En Europe, depuis le début du XXe siècle, on utilise le traitement biologique pour filtrer l’eau de surface afin de la rendre potable et cette technologie suscite aujourd’hui un intérêt grandissant à l’échelle planétaire. La biofiltration est également utilisée couramment dans le traitement des eaux usées, l’agriculture et le recyclage d’eaux grises, car cette technologie permet de minimiser le renouvellement de l’eau tout en produisant une eau de meilleure qualité.
Procédé de biofiltration
Un biofiltre est un lit constitué d’un matériau filtrant auquel se fixent des microorganismes. Ces microorganismes y prolifèrent pour former une couche biologique qu’on nomme biofilm. Ainsi, la biofiltration est considérée comme un procédé à biomasse fixée un procédé fixe. En règle générale, le biofilm est constitué d’une communauté de différents microorganismes (bactéries, champignons, levures, etc.), de macroorganismes (protozoaires, vers, larves d’insectes, etc.) et de substances polymériques extracellulaires (SPE). Un biofilm a habituellement une apparence visqueuse et boueuse.
L’eau devant être traitée peut être versée en intermittence ou en continu sur le matériau, et ce, en courant ascendant ou en courant descendant. Habituellement, on retrouve deux ou trois phases dans le biofiltre, selon la stratégie d’alimentation (biofiltre percolateur ou immergé) :
1. une phase solide (matériau);
2. une phase liquide (eau);
3. une phase gazeuse (air).

La matière organique et d’autres composantes présentes dans l'eau diffusent dans le biofilm et y sont traitées, principalement par biodégradation. Les procédés de biofiltration sont généralement aérobies; cela signifie que l’action métabolique des microorganismes dépend d’un apport en oxygène. Le filtre peut être alimenté en oxygène à co- ou contre-courant avec l'écoulement de l'eau. L’aération est assurée passivement par la circulation naturelle de l’eau dans le procédé (biofiltre à trois phases) ou par air forcé (utilisation de ventilateurs soufflants).
L’activité microbiologique est un facteur clé de l’efficacité du procédé. Les principaux facteurs d’influence sont la composition et la charge surfacique des eaux à traiter, le type de matériau, la stratégie d’alimentation (percolation ou immersion), l’âge du biofilm, la température, l’aération, etc.
Types de matériaux filtrants
Initialement, le biofiltre consistait en un matériau filtrant constitué de roche ou de scories; aujourd’hui, différents types de matériaux sont utilisés. Ces matériaux peuvent être inorganiques (sable, gravier, géotextile, divers plastiques, billes de verre, etc.) ou organiques (tourbe, copeaux de bois, morceaux de coque de noix de coco, compost, etc.).
Avantages
Bien que les filtres biologiques aient une structure superficielle simple, leur hydrodynamique interne ainsi que la biologie et l’écologie des microorganismes sont complexes et variables. Ces caractéristiques confèrent de la robustesse au procédé. Autrement dit, il a la capacité à conserver ou à regagner rapidement son rendement à la suite d’une période d’arrêt, d’une période d’utilisation intense, d’un choc toxique ponctuel, d’un lavage du matériau (procédés de biofiltration rapide), etc.
La structure du biofilm protège les microorganismes contre des conditions ambiantes difficiles et conserve la biomasse à l’intérieur du procédé, même lorsque les conditions ne sont pas optimales à sa prolifération. Les procédés de biofiltration offrent les avantages suivants :
- Puisque les microorganismes sont retenus dans le biofilm, la biofiltration permet leur prolifération à des taux de croissance relativement faibles;
- Ces procédés sont moins sensibles aux charges variables ou intermittentes et aux chocs hydrauliques[6];
- Les coûts d’exploitation sont habituellement inférieurs à ceux associés à l’utilisation d’une boue activée;
- Le résultat final du traitement est moins influencé par la séparation de la biomasse, car la concentration de la biomasse dans l’effluent est beaucoup moins élevée que dans le cas de procédés utilisant une biomasse en suspension;
- La biomasse associée devient plus spécialisée (concentration plus élevée d’organismes d’intérêt) à un stade donné de la chaîne de procédés en raison de l’absence de retour de biomasse[7].

Inconvénients
Comme la filtration et la croissance de la biomasse entraînent une accumulation de matière dans le matériau filtrant, ce type de procédé fixe présente des risques de colmatage et de formation de chemins préférentiels. Selon le type d’application et de matériau utilisé pour assurer la prolifération microbienne, des méthodes physiques ou chimiques peuvent contrôler le colmatage. Dans la mesure du possible, un lavage à contre-courant à base d’air ou d’eau peut être mis en œuvre pour dégager la biomasse excédante du lit bactérien et rétablir le débit. Il est également possible d’avoir recours à des produits chimiques oxydants (peroxyde, ozone) ou à des agents biocides.

### Eau potable
Pour rendre l’eau potable, le traitement biologique a recours à des microorganismes naturels dans l’eau de surface pour rehausser la qualité de l’eau. Si les conditions sont optimales, notamment que la turbidité est relativement faible et que la teneur en oxygène est élevée, les microorganismes décomposent les matières présentes dans l’eau et améliorent ainsi la qualité de l’eau. Des filtres à sable lent ou des filtres à charbon sont utilisés et servent de support pour la prolifération des microorganismes. Ces systèmes de traitement biologique sont efficaces pour réduire les risques de maladies hydriques, diminuer le carbone organique dissous, la turbidité et la coloration de l’eau de surface ainsi que pour améliorer la qualité générale de l’eau.

### Eaux usées
La biofiltration est utilisée pour traiter des eaux usées provenant d’un large éventail de sources et dont les compositions et concentrations organiques varient grandement. On retrouve plusieurs exemples d’applications de la biofiltration. En guise de liste d’applications non exhaustive et nonobstant le type de matériau, des biofiltres ont été développés et commercialisés pour le traitement de déchets animaux, de lixiviats de sites d'enfouissement, d’eaux de laiteries, d’eaux usées domestiques.
Ce procédé est polyvalent, car il peut être adapté à de faibles débits (<1 m3/j), par exemple pour traiter des eaux usées domestiques de résidences isolées, ainsi qu’aux débits produits par une municipalité (>240 000 m3/d). En production décentralisée d’eaux usées domestiques, par exemple dans le cas de résidences isolées, il a été démontré qu’il existe d’importantes variations quotidiennes, hebdomadaires et annuelles dans les taux de production hydraulique et organique, variations attribuables aux modes de vie des familles modernes.(Lacasse, 2007) Dans ce contexte, un biofiltre installé en aval d’une fosse septique assure un procédé robuste capable de soutenir la variabilité observée sans compromettre l’efficacité du traitement. Quelques technologies de biofiltration dédiées au traitement des eaux usées domestiques – comme le biofiltre Ecoflo de Premier Tech1 – ont été commercialisées à l’échelle mondiale. La plupart de ces technologies de biofiltration utilisent un matériau organique. En raison de leur complexité sur les plans chimique et physique, ces technologies offrent une bonne stabilité et sont très adaptables à la variabilité de l’apport en eau.

### Procédés extensifs
(paragraphe à reprendre et à réorganiser)
Après un traitement primaire classique, de type décantation primaire, la pollution résiduaire peut être traitée par biofiltration. Il est constitué d’un massif granulaire (sable) d’au moins 70 cm comme support bactérien avec de l’air insufflé par le bas. Le matériel granulaire va jouer un rôle de filtration et les bactéries vont dégrader la pollution que l’eau contient. La surface filtrante peut être répartie sur plusieurs lits afin d’effectuer des rotations d’alimentation sur les ouvrages car il faut procéder à des périodes de repos des massifs filtrants afin d’en assurer la ré-oxygénation.
Cette méthode peut être utilisée pour des stations d’épuration d’une capacité de 100 à 2000 Eq/Hab, elle fonctionnera le mieux de 200 à 1300 Eq/Hab.

### Infiltration
L'affinage de traitement de l'eau par infiltration sur berge ou via l'injection ou réinjection d'eau traitée ou pré-traitée dans les nappes souterraines fait appel aux mêmes principes que les biofiltres, mais appliqués cette fois à des quantités plus importantes (millions de m³).
Dans ce cas, le lit filtrant est constitué des couches pédologiques sous-jacentes ou des matériaux d'une berge ou des couches géologiques au-dessus des nappes. 
Ce système est par exemple utilisé à grande échelle aux Pays-Bas, sur substrat sableux pour épurer l'eau de l'Escaut ou de la Meuse afin d'en faire de l'eau potable, car si les Néerlandais pompaient directement dans leurs nappes souterraines  pour se fournir en eau, ils remplaceraient rapidement l'eau douce pompée par de l'eau de mer provenant du biseau salé.